# Місто-супутник АЕС

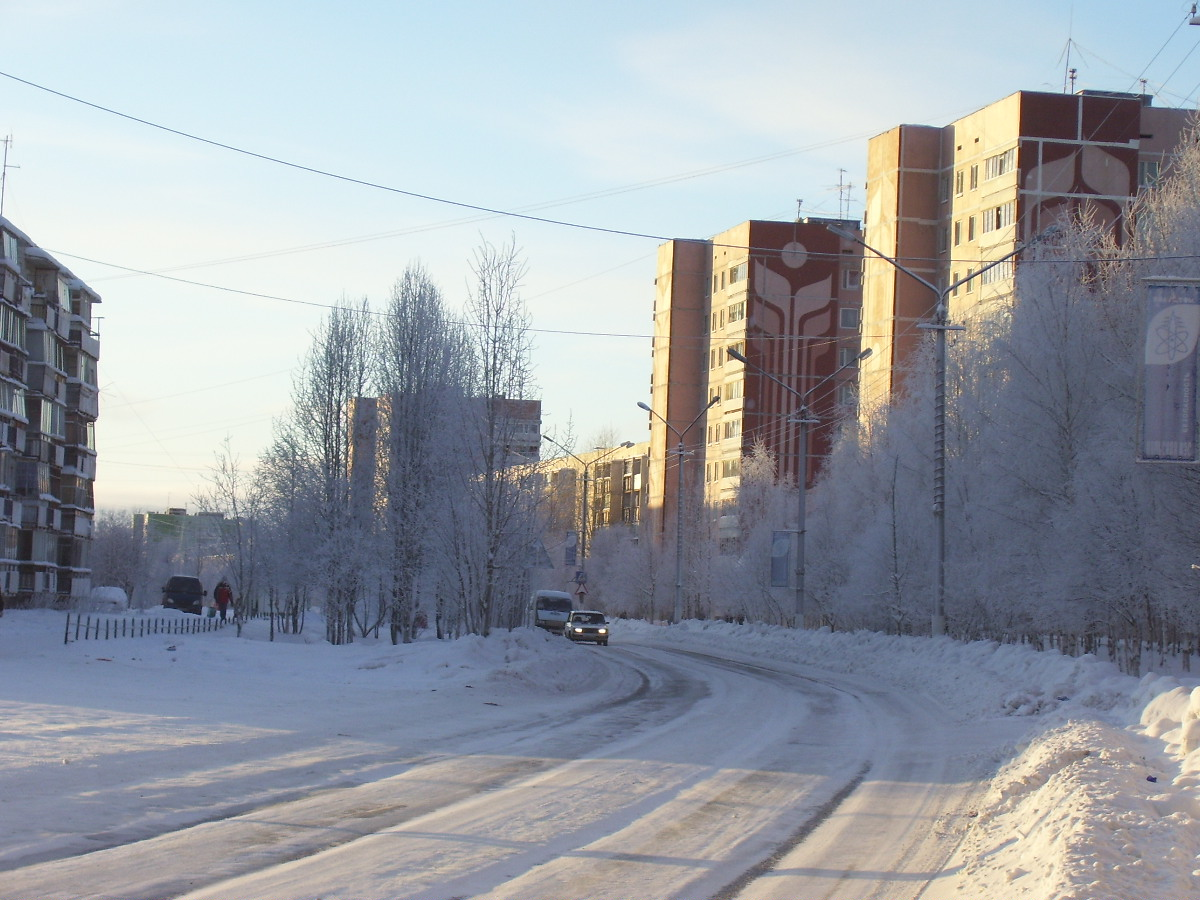
Місто Полярні Зорі. Будинок у правій частині кадру, так звані «свічки» (якщо стоять поодинці) або «гармошки» (якщо складені стіна до стіни) — типові для багатьох міст — супутник АЭС (проєкт 121-60-25, 36 квартир)

Місто-супутник АЕС — місто-супутник біля ядерної електростанції.
Технологія будівництва АЕС передбачає кілька етапів, у тому числі зведення безпосередньо станції виявляється заключним етапом. Враховуючи величезні обсяги робіт (тільки на фундаментну плиту одного енергоблока йде більше будматеріалів, ніж кілька багатоповерхових житлових будинків), необхідне початкове зведення будівельної бази, ділянок автомобільних доріг та залізниць, насосно-фільтрувальної станції, водоводів та каналізаційних споруд, пускорезервної котельні та інших об'єктів. Тому спочатку йде будівництво міста будівельників, яке в міру будівництва і введення в експлуатацію станції, стане містом енергетиків.
Особливості будівництва міст-супутників полягали в їх розташуванні далеко від інших великих населених пунктів (зазвичай 50—100 км), крім того, поряд з іншими особливостями вибору майданчика під будівництво АЕС, враховувалося також прагнення регіонального керівництва розмістити наукомісткий центр енергетики в тих районах областей, де проживало здебільшого сільське населення з метою рівномірнішого розподілу трудових ресурсів, характерного для принципів соціалістичної економіки. Порівняно з сусідніми селами та селами з їхніми дерев'яними будинками та ґрунтовими дорогами, зведене на порожньому місці місто з сучасною інфраструктурою та благоустроєм ставало територіальним центром. Це призводило до відтоку населення із навколишніх населених пунктів.
Проектування міста з «чистого аркуша» дозволяло уникнути багатьох містобудівних проблем — міста-супутники отримали широкі просторі вулиці, зручні транспортні розв'язки, вдале розташування троянд вітрів, розподіл житлових і паркових зон. «АЕС зводили за розумом — з бордюрів дитячих садків та зубних кабінетів для городян» Вдало описує у своїх дорожніх нотатках І.Іванов селище Чисті Бори — типове містечко атомників:
|  | Уявіть: чудовий сосновий ліс, тінисте шосе — раптово лісові велетні відступають убік і вперед видаються міські багатоповерхівки — багато будинків, і без жодного переходу — ніяких бараків, традиційних складів і брудної промзони як прелюдія до власне житлових кварталів. Таке місто майбутнього — екологічне і з усіма зручностями, — вийшов з під'їзду і прямо в ліс потрапляєш. |

Типове місто-супутник АЕС розраховане на 30—40 тисяч жителів. Житловий масив із сучасних багатоповерхових будинків — класичний приклад пізнього соціалістичного стилю міської забудови. Типова риса, особливо помітна на картах та аерофотознімках — пряме шосе завдовжки 3-5 км від містечка енергетиків до самої станції.

## Перелік міст - супутників запущених АЕС
| Назва міста       | Статус | Дата заснування | Населення      | АЕС                    | Дата запуску АЕС             | Країна/ територія |
| ----------------- | ------ | --------------- | -------------- | ---------------------- | ---------------------------- | ----------------- |
| Мецамор           | місто  | 1969            | 10 000         | Вірменська АЕС         | 1976                         | Вірменія          |
| Балаково          | місто  | 1762            | 199 500        | Балаковська АЕС        | 1985                         | Росія             |
| Зарічний          | місто  | 1957            | 27 600         | Білоярська АЕС         | 1964                         | Росія             |
| Білібіно          | місто  | 1955            | 5 650          | Білібінська АЕС        | 1974                         | Росія             |
| Волгодонськ       | місто  | 1950            | 170 000        | Ростовська АЕС         | 2001                         | Росія             |
| Енергодар         | місто  | 1970            | 55 800         | Запорізька АЕС         | 1984                         | Україна           |
| Висагінас         | місто  | 1975            | 28 300         | Ігналінська АЕС        | 1984 зачинена в 2009         | Литва             |
| Удомля            | місто  | 1961            | 31 800         | Калінінська АЕС        | 1984                         | Росія             |
| Полярні Зорі      | місто  | 1968            | 15 500         | Кольська АЕС           | 1973                         | Росія             |
| Курчатов          | місто  | 1968            | 46 900         | Курська АЕС            | 1976                         | Росія             |
| Сосновий Бор      | місто  | 1958            | 66 800         | Ленінградська АЕС      | 1973                         | Росія             |
| Нововоронеж       | місто  | 1957            | 35 250         | Нововоронезька АЕС     | 1964                         | Росія             |
| Обнінськ          | місто  | 1946            | 105 500        | Обнінська АЕС          | 1954 зачинена 29 квітня 2002 | Росія             |
| Вараш             | місто  | 1973            | 42 300         | Рівненська АЕС         | 1980                         | Україна           |
| Сєверськ          | місто  | 1949            | 107 200        | Сибірська АЕС          | 1958                         | Росія             |
| Десногорськ       | місто  | 1974            | 31 700         | Смоленська АЕС         | 1982                         | Росія             |
| Нетішин           | місто  | 1984            | 35 500         | Хмельницька АЕС        | 1987                         | Україна           |
| Прип'ять          | місто  | 1970            | 47 500 до 1986 | Чорнобильська АЕС      | 1977                         | Україна           |
| Славутич          | місто  | 1986            | 25 000         | Чорнобильська АЕС      | зачинена в 2000              | Україна           |
| Актау             | місто  | 1961            | 178 000        | Шевченківська АЕС      | 1973 зачинена в 1999         | Казахстан         |
| Південноукраїнськ | місто  | 1976            | 39 500         | Південноукраїнська АЕС | 1982                         | Україна           |

## Перелік міст - супутників недобудованих АЕС
| Назва міста    | Статус | Дата заснування | Населення | АЕС             | Дата запуску АЕС  | Країна/ територія |
| -------------- | ------ | --------------- | --------- | --------------- | ----------------- | ----------------- |
| Агідель        | місто  | 1980            | 15 900    | Башкирська АЕС  | зупинене          | Росія             |
| Чисті Бори     | смт    | 1979            | 4 900     | Костромська АЕС | зупинене          | Росія             |
| Щолкіне        | місто  | 1978            | 11 200    | Кримська АЕС    | зупинене          | Україна           |
| Дружний        | смт    | 1985            | 9 000     | Мінська АТЕЦ    | добудована як ТЕЦ | Білорусь          |
| Теплодар       | місто  | 1981            | 10 000    | Одеська АТЕЦ    | зупинене          | Україна           |
| Камські Поляни | смт    | 1981            | 14 800    | Татарська АЕС   | зупинене          | Росія             |
| Орбіта         | смт    | 1977            | 100       | Чигиринська АЕС | зупинене          | Україна           |
| Бірки          | смт    | 1938            | 700       | Харківська АТЕЦ | не починалося     | Україна           |